# 布龍尼基 (舍佩蒂夫卡區)
50°19′4″N 27°13′50″E / 50.31778°N 27.23056°E
布龍尼基（烏克蘭語：Бронники），是烏克蘭的村落，位於該國西部赫梅利尼茨基州，由舍佩蒂夫卡區負責管轄，面積0.48平方公里，海拔高度240米，2001年人口150，人口密度每平方公里3,125人。